# 丹麥語維基百科
丹麥語維基百科為維基百科協作計劃之丹麦语版本，由非營利組織──維基媒體基金會維持負責。目前是各語言維基百科計劃中，规模排名第23（依条目量计算）的維基百科。計劃開始於2001年，至2010年5月已有超过128,000个条目。丹麦语和瑞典语、挪威语相近，丹麦语维基百科管理员常通过Scanwiki与北欧其他国家的管理员合作。

## 外部連結
- Danish Wikipedia（页面存档备份，存于）（丹麦文）